# Barata Ribeiro
Cândido Barata Ribeiro (Salvador, 11 de março de 1843 – Rio de Janeiro, 10 de fevereiro de 1910) foi um médico, político e escritor brasileiro, defensor do abolicionismo e do republicanismo. Embora não fosse formado em direito, foi nomeado ministro do Supremo Tribunal Federal e exerceu o cargo por dez meses, até a nomeação ser rejeitada pelo Senado. Foi, também, prefeito do então Distrito Federal e senador da República.

## Carreira
Diplomou-se em Medicina pela Faculdade de Medicina do Rio de Janeiro em dezembro de 1867.
Depois de formado, passou a residir na cidade de Campinas, província de São Paulo, sendo nomeado Diretor do Serviço Médico e Cirúrgico do Hospital de Caridade da mesma cidade, onde clinicou e fundou a escola de crianças pobres.
Em decreto de 10 de janeiro de 1874, foi nomeado Comissário Vacinador da província de São Paulo.
Transferindo sua residência para a capital do Império, entrou em concurso destinado ao magistério da Faculdade de Medicina, sendo nomeado Lente Catedrático, por decreto de 25 de março de 1883.
Foi um grande paladino da abolição da escravatura e teve imensa atuação na campanha que implantou o regime republicano, como destemido propagandista de República, do qual assinou o Manifesto Republicano, de 1870.
Com a instauração da República, foi o primeiro prefeito do então Distrito Federal, nomeado em 17 de dezembro de 1892 pelo presidente Floriano Peixoto (1891–1894), embora desde dezembro de 1891 já atuasse na prática, na condição de presidente do Conselho Municipal de Intendentes.
Permaneceu no cargo somente até 24 de setembro de 1894, foi vetado pelo Senado devido a problemas políticos relacionados às suas medidas disciplinadoras dos costumes e hábitos do comércio.
O fato mais marcante de sua gestão como prefeito talvez seja de 1893, quando decidiu fazer uma grande "operação de limpeza" demolindo estalagens anti-higiênicas e cortiços no centro da cidade do Rio de Janeiro. O maior deles, com cerca de 4 mil pessoas, chamava-se Cabeça-de-Porco, na atual Zona Portuário do Rio de Janeiro (que pode ter inspirado o romance "O Cortiço" de Aluísio de Azevedo). Como este, havia quase 600 cortiços no centro da cidade, que abrigavam cerca de 25% da população carioca. Os despejados acabaram migrando para os morros próximos, inclusive o Morro da Favella (hoje Favela da Providência), dando origem à primeira favela brasileira (e à própria expressão "favela").

Dr Barata Ribeiro na meia idade.

Por decreto de 23 de outubro de 1893, foi nomeado Ministro do Supremo Tribunal Federal, para a vaga aberta pelo falecimento do Barão de Sobral, e chegou a tomar posse em 25 de novembro seguinte. Porém, submetida a nomeação ao Senado da República, este, em sessão secreta de 24 de setembro de 1894, negou a aprovação, com base em Parecer da Comissão de Justiça e Legislação, que considerou desatendido o requisito de "notável saber jurídico" (DCN de 25 de setembro de 1894, p. 1156). Em consequência, Barata Ribeiro foi obrigado a deixar o exercício do cargo de Ministro em 24 de setembro de 1894.
Barata Ribeiro ocupou também uma cadeira no Senado Federal, eleito em 30 de dezembro de 1899 e diplomado em 25 de maio de 1900, exercendo o seu mandato até o ano de 1909.